# Harthausen
Harthausen ist eine Ortsgemeinde im Rhein-Pfalz-Kreis in Rheinland-Pfalz. Sie gehört der Verbandsgemeinde Römerberg-Dudenhofen an.

## Geographie

### Lage
Harthausen liegt in der Pfalz. Westlich erstreckt sich das Gäu. Zu Harthausen gehören zusätzlich die Wohnplätze Allmend, Steinbrücke, Weidenseehof und Ziegelei. Nachbargemeinden sind – im Uhrzeigersinn – Hanhofen, Dudenhofen, Römerberg, Schwegenheim, Gommersheim und Neustadt an der Weinstraße.

### Gewässer
Mitten durch die Bebauung fließt der Hainbach. Der Modenbach streift den nördlichen Siedlungsrand, der danach von rechts in den Speyerbach mündet. Letzterer bildet teilweise die nördliche und nordöstliche Gemarkungsgrenze. Für kurze Strecken führen der Kropsbach und der Altwiesenbach ebenfalls über das Gemeindegebiet. Zudem befindet sich vor Ort der Pfaffensee.

## Geschichte
Harthausen wurde im 9./10. Jahrhundert von den Franken gegründet und erstmals 1230 unter dem Namen Hardhusen erwähnt. Die heutige Schreibweise existiert seit dem 16. Jahrhundert.
1065 kam Harthausen unter die Landeshoheit des Hochstift Speyers, das bereits seit 974 die Gerichtsbarkeit innehatte. 1232 entstand hier das Kloster Heilsbruck; im gleichen Jahr wurde es durch den Speyerer Bischof Beringer von Entringen bestätigt. Wegen der schlechten Lage zog es jedoch 1262 in den Bereich des heutigen Edenkoben um. 1235 wurde der Ort an das St. German-Stift übertragen, das bis 1797 die Lehns- und Zehntrechte ausübte, wobei aber die Oberhoheit der Speyerer Bischöfe gewahrt blieb. Seit etwa 1475 wurde Harthausen vom hochstiftlichen Unteramt Marientraut in Hanhofen verwaltet und ab 1772 vom Amt Deidesheim aus.
Von 1801 bis 1809 wirkte der spätere Domkapitular Franz Christoph Günther (1770–1848) als Pfarrer von Harthausen. Er war der Sohn des Barockbildhauers Joachim Günther und der Neffe des berühmten Barockmalers Matthäus Günther. Seine beiden Brüder Tobias und Johann Adam Günther waren ebenfalls als Künstler tätig, und Pfarrer Franz Christoph Günther ließ laut Pfarrgedenkbuch von ihnen neue Altäre für die Pfarrkirche fertigen. Von diesen „Günther-Altären“ der 1871 abgerissenen alten Kirche hat sich lediglich eine Kreuzigungsgruppe in der Feldkapelle an der Hanhofer Straße erhalten.
Im Jahr 1794 wurde die Region von französischen Revolutionstruppen besetzt, von 1798 bis 1814 gehörte Harthausen zum französischen Kanton Speyer im Département Donnersberg und unterstand der Mairie Heiligenstein. 1816 wurde die Pfalz, somit auch Harthausen, von Österreich an das Königreich Bayern abgetreten. Unter der bayerischen Verwaltung gehörte Harthausen von 1817 an zum Landkommissariat Speyer, aus dem 1862 das Bezirksamt Speyer und 1939 der Landkreis Speyer entstand.
Ab 1939 war der Ort Bestandteil des Landkreises Speyer. Nach dem Zweiten Weltkrieg wurde Harthausen innerhalb der französischen Besatzungszone Teil des damals neu gebildeten Landes Rheinland-Pfalz. Im Zuge der ersten rheinland-pfälzischen Verwaltungsreform wechselte der Ort in den Landkreis Ludwigshafen am Rhein, der seit 2004 Rhein-Pfalz-Kreis heißt. Von 1972 bis Ende Juni 2014 gehörte die Ortsgemeinde Harthausen der Verbandsgemeinde Dudenhofen an. Seit Juli 2014 ist Harthausen der Verbandsgemeinde Römerberg-Dudenhofen zugeordnet.

### Gasexplosion bei Hoffmann Gastrans
Am Samstag, den 28. September 2013 brannten auf dem Gelände des Unternehmens Hoffmann Gastrans, welches Flüssiggas verkaufte, durch Brandstiftung zwei voneinander entfernt stehende LKW. Während der Löscharbeiten durch die Feuerwehr, die etwa um 4:20 Uhr verständigt worden war, sprang das Feuer auf einen Gastank über, der dadurch um kurz nach 5 Uhr explodierte. Dabei wurden 17 Mitglieder der Feuerwehr verletzt, davon drei schwer. Die Trümmerteile verteilten sich im Umkreis von mehreren hundert Metern. Der Gastank flog über 400 Meter weit durch die Luft und durchschlug das Dach einer Lagerhalle. Ein weiterer Tank wurde über die angrenzende Verbindungsstraße nach Hanhofen auf ein angrenzendes Feld geschleudert. Der Knall war im Umkreis von 25 km zu hören. Bei weiteren Explosionen wurden auch in der Nähe befindliche Gebäude in Mitleidenschaft gezogen. Da aufgrund des Brandes das Risiko bestand, dass weitere Gastanks explodieren, wurde der Ort ab 9 Uhr evakuiert; alle 3000 Einwohner mussten ihre Häuser und Wohnungen verlassen. Um eine Explosion der Tanks zu verhindern, wurden diese von der BASF-Werkfeuerwehr kontrolliert abgebrannt und gleichzeitig gekühlt. Insgesamt waren an der Aktion 450 Einsatzkräfte beteiligt. Nachdem am Samstag bereits der rheinland-pfälzische Verkehrsminister Roger Lewentz die Unglücksstelle besucht hatte und sich aus der Luft ein Bild gemacht hatte, besuchte Ministerpräsidentin Malu Dreyer am Sonntag den Ort. Die Evakuierung von Harthausen wurde am 29. September gegen 13:30 Uhr wieder aufgehoben. Am 11. Dezember 2013 wurden zwei der Brandstiftung Verdächtige festgenommen. Bei den Festgenommenen handelt es sich um den vierzigjährigen Ex-Freund der Tochter des Gashändlers, zu der er auch geschäftliche Beziehungen unterhielt, und die 27-jährige Freundin des Ex-Freunds. Während die 27-Jährige vor dem am 10. September 2014 begonnenen Prozess vor dem Landgericht Frankenthal ein umfangreiches Geständnis ablegte, schwieg der 40-jährige Haupttäter, der bereits im Vorfeld der Tat dem Besitzer des Unternehmens mehrfach gedroht hatte und auch im April 2013 im fränkischen Burgbernheim einen LKW der Tochter in Brand gesetzt hatte, bislang zu den Vorwürfen. Am 3. Dezember 2014 wurde der Haupttäter zu 12 Jahren Haft verurteilt, seine Ex-Freundin erhielt 3 Jahre und 6 Monate.

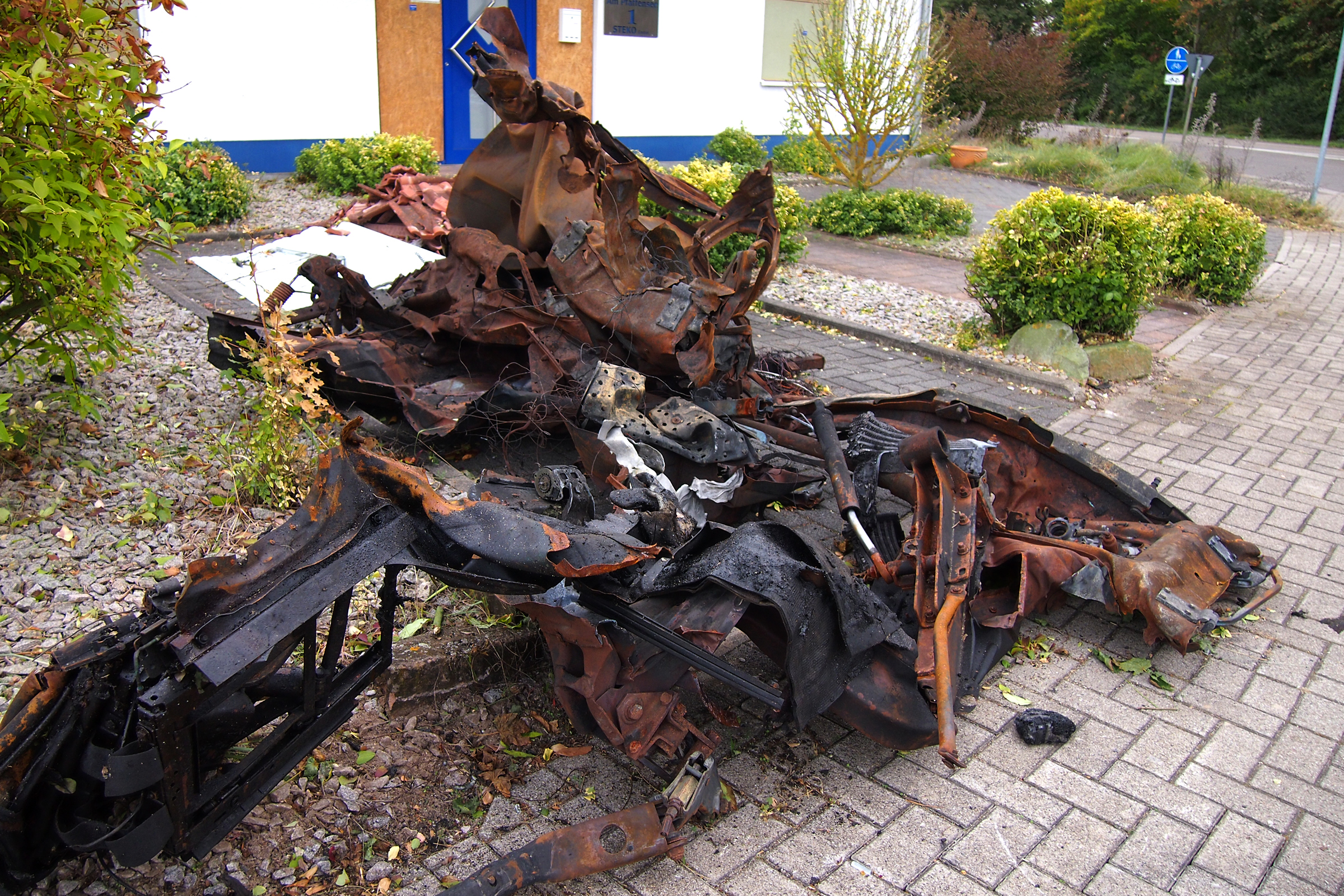
Harthausen, LKW-Teile nach Gasexplosion ca. 200 m entfernt von dem Unternehmen Hoffmann Gastrans
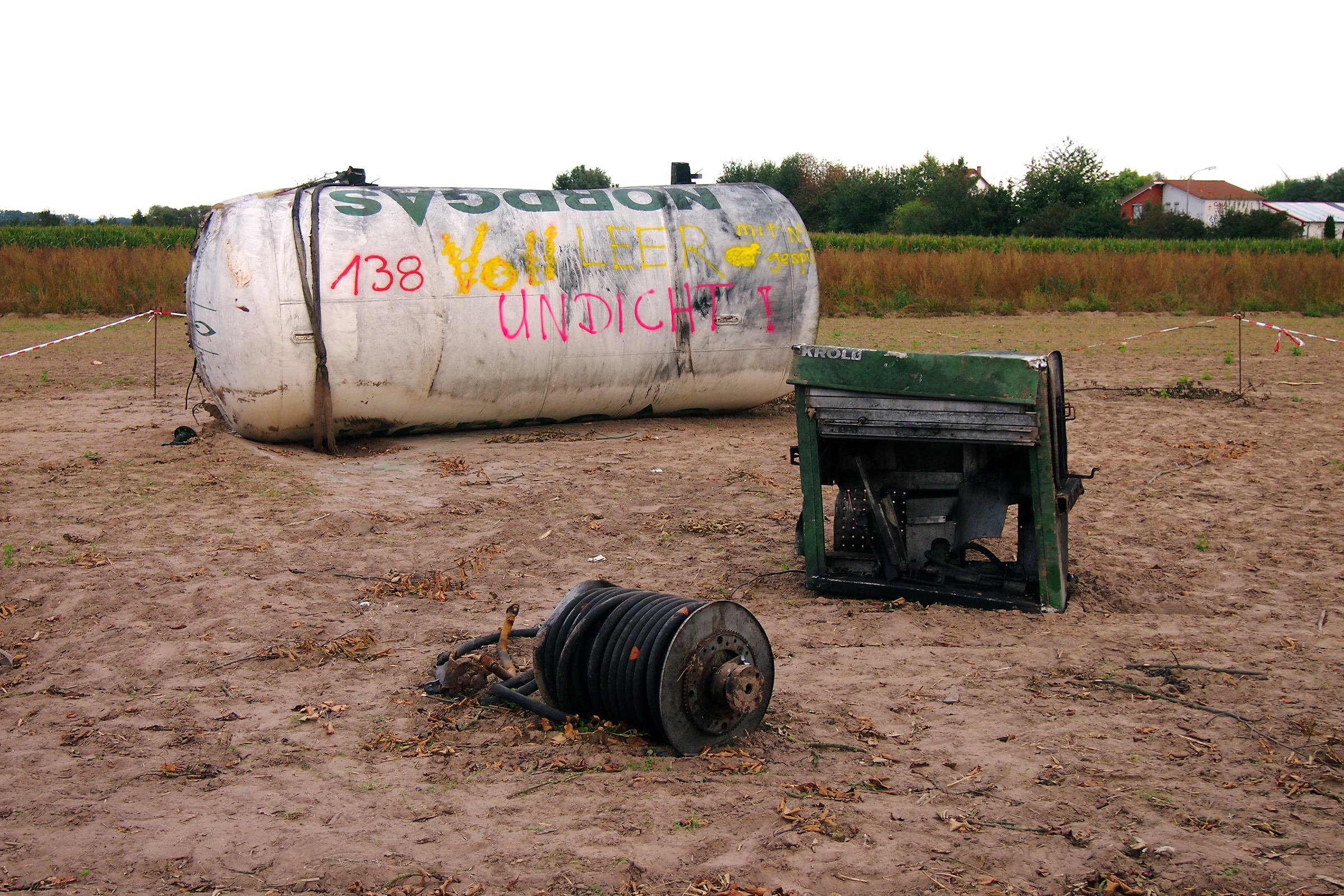
Gastank und sonstige Teile auf einem Feld gegenüber dem Unternehmen Hoffmann Gastrans
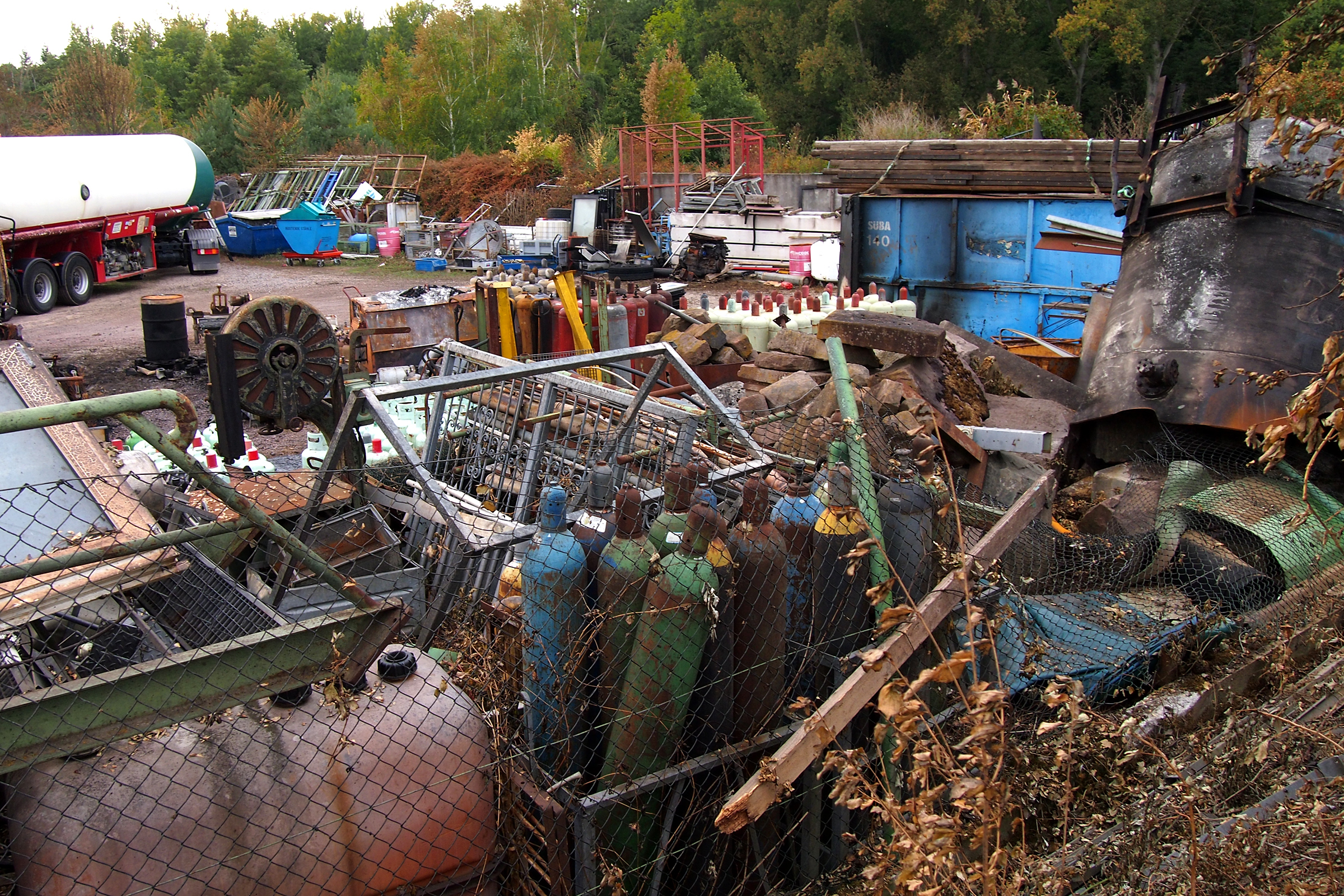
Gelände des Unternehmens Hoffmann Gastrans nach der Explosion
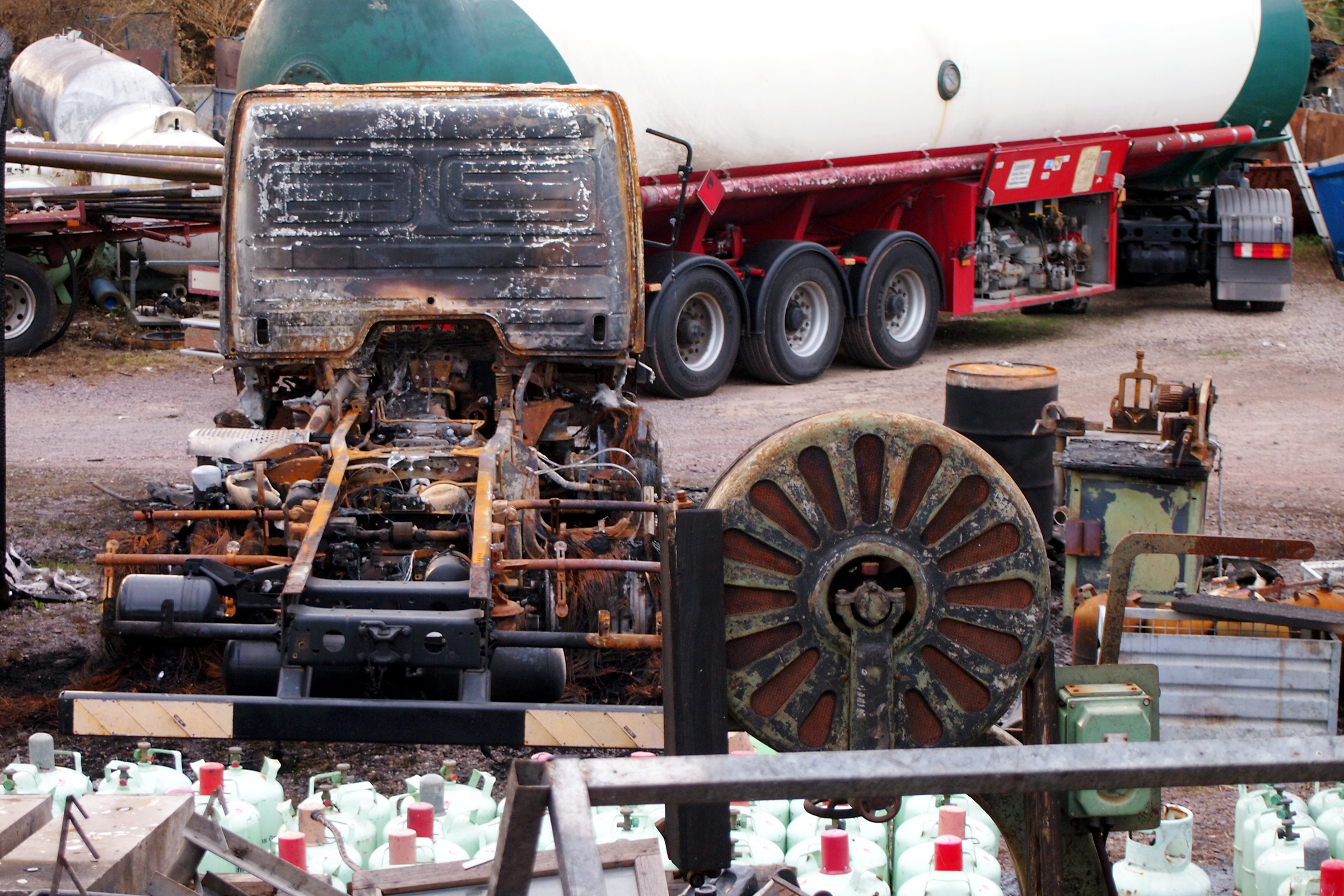
Gelände des Unternehmens Hoffmann Gastrans nach der Explosion
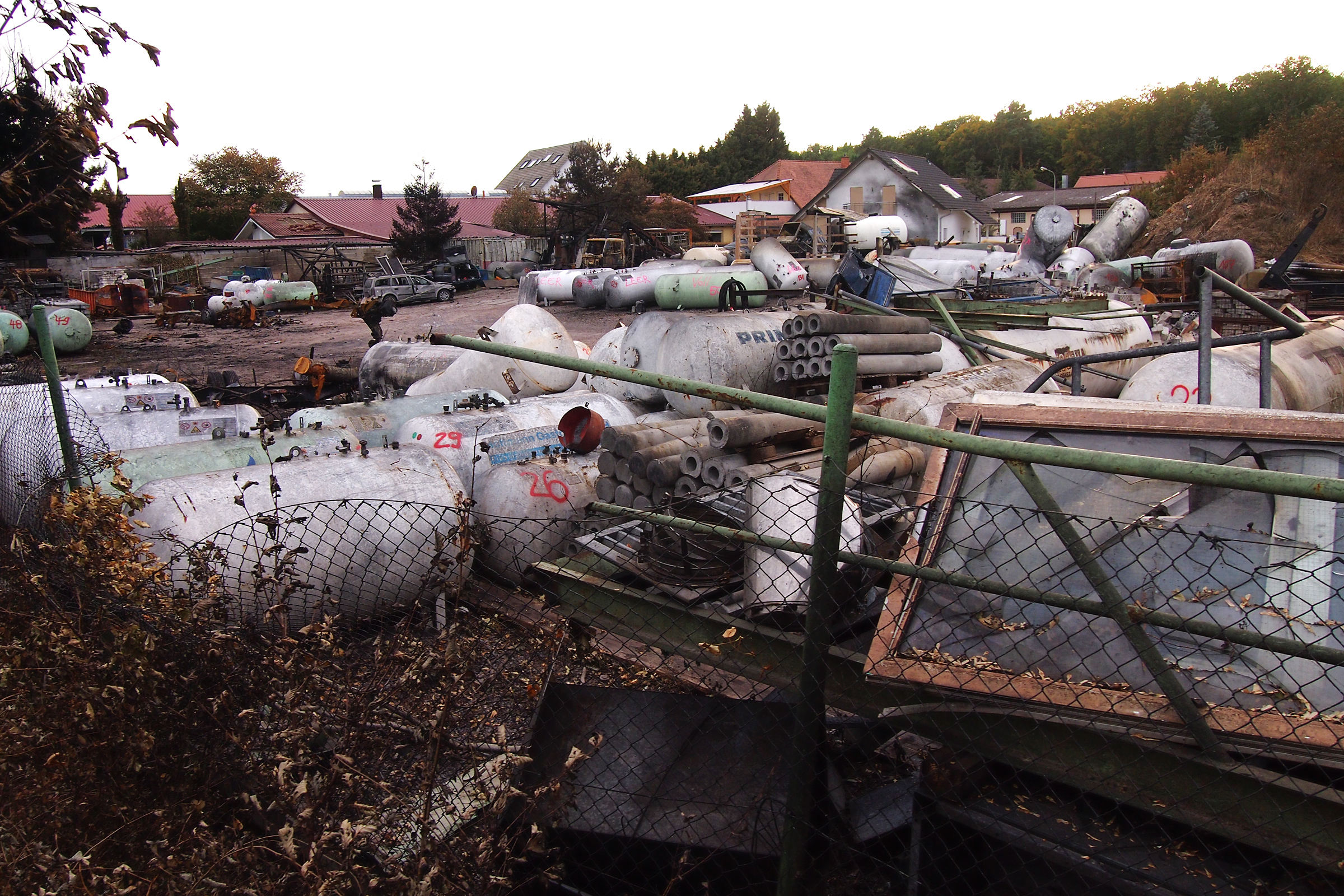
Gelände des Unternehmens Hoffmann Gastrans nach der Explosion
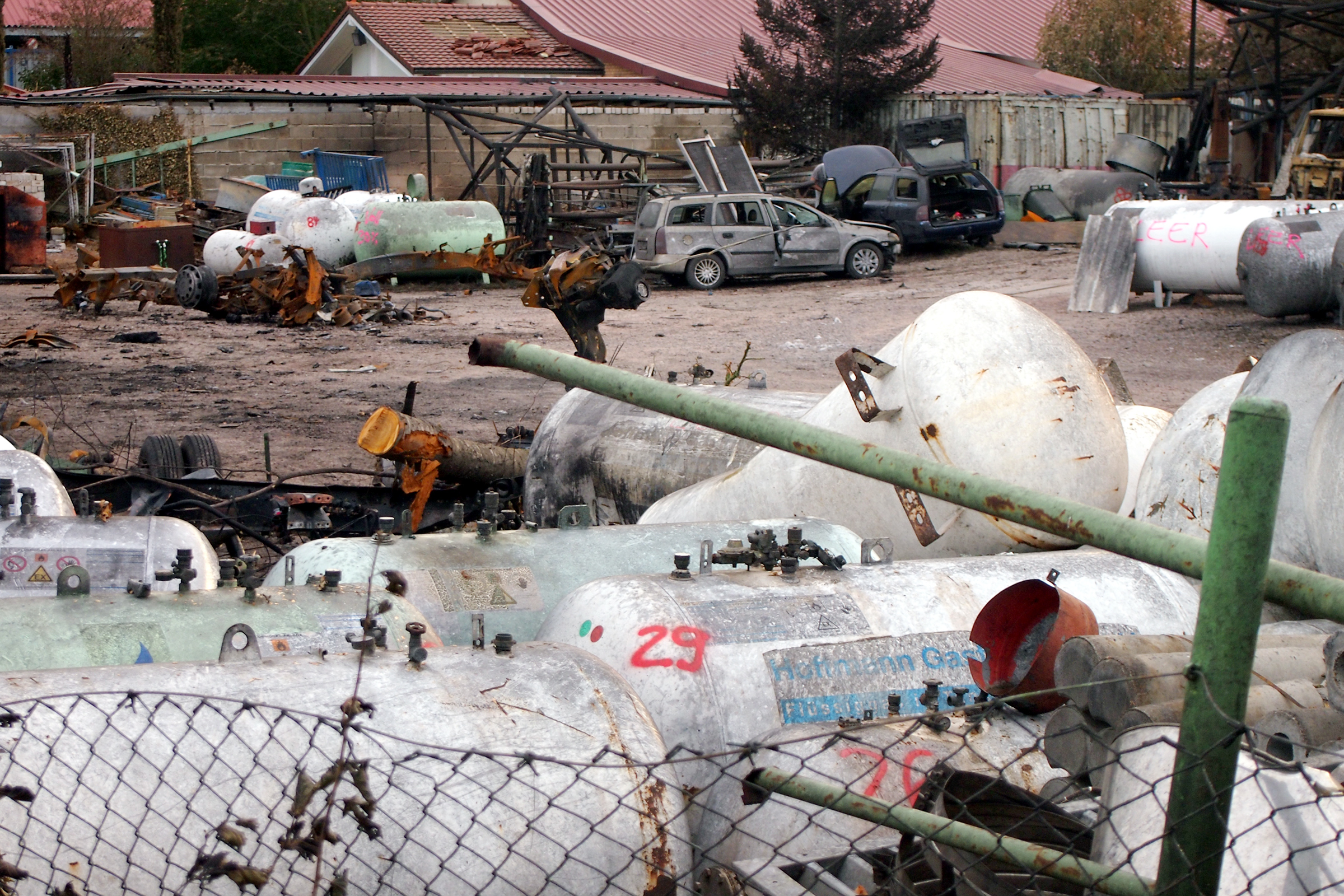
Gelände des Unternehmens Hoffmann Gastrans nach der Explosion

## Bevölkerung

### Einwohnerentwicklung
Die Entwicklung des ehemals typischen Straßendorfes kam bis zum Anfang des 19. Jahrhunderts ausschließlich langsam voran. Hatte Harthausen 1511 noch etwa 400 Einwohner, waren es 1667 bedingt durch den Dreißigjährigen Krieg und das Pestjahr 1666 nur noch 109. Um 1700 waren es etwa 250 Einwohner, 1801 wurden 551 gezählt. Ursprünglicher Ortskern war die Speyerer Straße, deren Bebauung bis zum 17. Jahrhundert in östlicher Richtung wahrscheinlich nicht über den ehemaligen Standort des Rathauses an der Abzweigung der Rappengasse hinausging. Der erste exakte Plan ist der Katasterplan aus dem Jahr 1820, der die Ausbreitung der Bebauung der Speyerer Straße Richtung Osten, der Rappengasse und der Zwerchgasse ausweist. Seit dieser Zeit stieg die Einwohnerzahl kontinuierlich an.
Die Entwicklung der Einwohnerzahl von Harthausen, die Werte von 1871 bis 1987 beruhen auf Volkszählungen:
| Jahr | Einwohner |
| ---- | --------- |
| 1815 | 624       |
| 1835 | 1092      |
| 1871 | 1373      |
| 1905 | 1435      |
| 1939 | 1674      |
| 1950 | 1833      |

| Jahr | Einwohner |
| ---- | --------- |
| 1961 | 1993      |
| 1970 | 2129      |
| 1987 | 2300      |
| 1997 | 2926      |
| 2005 | 3021      |
| 2017 | 3234      |

### Religion
Ab 1232 war die Gemeinde Standort des Klosters Heilsbruck, das jedoch bereits 1262 nach Edenkoben umzog. Außerdem hielten die Ordensbrüder im in Speyer ansässigen Karmeliterkloster im 13. Jahrhundert in der örtlichen Pfarrei Gottesdienste ab.

## Politik

### Gemeinderat
Der Gemeinderat in Harthausen besteht aus 20 Ratsmitgliedern, die bei der Kommunalwahl am 9. Juni 2024 in einer personalisierten Verhältniswahl gewählt wurden, und dem ehrenamtlichen Ortsbürgermeister als Vorsitzendem. 
Die Sitzverteilung im Gemeinderat:
| Wahl | SPD | CDU | Grüne | FDP | Gesamt   |
| ---- | --- | --- | ----- | --- | -------- |
| 2024 | 4   | 11  | 2     | 3   | 20 Sitze |
| 2019 | 6   | 11  | –     | 3   | 20 Sitze |
| 2014 | 6   | 13  | –     | 1   | 20 Sitze |
| 2009 | 7   | 12  | –     | 1   | 20 Sitze |
| 2004 | 7   | 12  | –     | 1   | 20 Sitze |

### Bürgermeister
Harald Löffler, der auch Ortsverbandsvorsitzender der CDU ist, wurde 2004 Ortsbürgermeister von Harthausen. Nach drei Wiederwahlen trat er zur Direktwahl am 9. Juni 2024 nicht erneut an. Da für die Direktwahl kein Wahlvorschlag eingereicht wurde, obliegt die Neuwahl gemäß der rheinland-pfälzischen Gemeindeordnung nun dem Rat. Dessen Konstituierende Sitzung ist für den 5. September 2024 angesetzt. Rainer Schaust (CDU) ist neuer Ortsbürgermeister von Harthausen.

### Wappen
| Wappen von Harthausen | Blasonierung: „In geteiltem Schild oben in Schwarz zwei wachsende, einander zugekehrte rotbewehrte und -bezungte goldene Löwen, einen mit schwarzen Eisen belegten Mühlstein in den Vorderpranken haltend, unten von Silber und Blau geteilt, darin eine Lilie in verwechselten Farben.“ |
| Wappen von Harthausen | Wappenbegründung: Es wurde 1951 vom rheinland-pfälzischen Innenministerium genehmigt. Zuvor hatte das Wappen seit 1845 nur die beiden Kurpfälzer Löwen gezeigt, die bereits seit dem 17. Jahrhundert auf dem Gerichtssiegel geführt wurden. Da der Ort lange zum Hochstift Speyer gehörte, wurden dessen Farben Silber und Blau hinzugefügt. Die Flagge ist Blau-Weiß-Blau im Verhältnis 1:3:1. |

### Gemeindepartnerschaft
Die Gemeinde pflegt mit Uchizy in Burgund in Frankreich partnerschaftliche Beziehungen.

## Kultur und Sehenswürdigkeiten

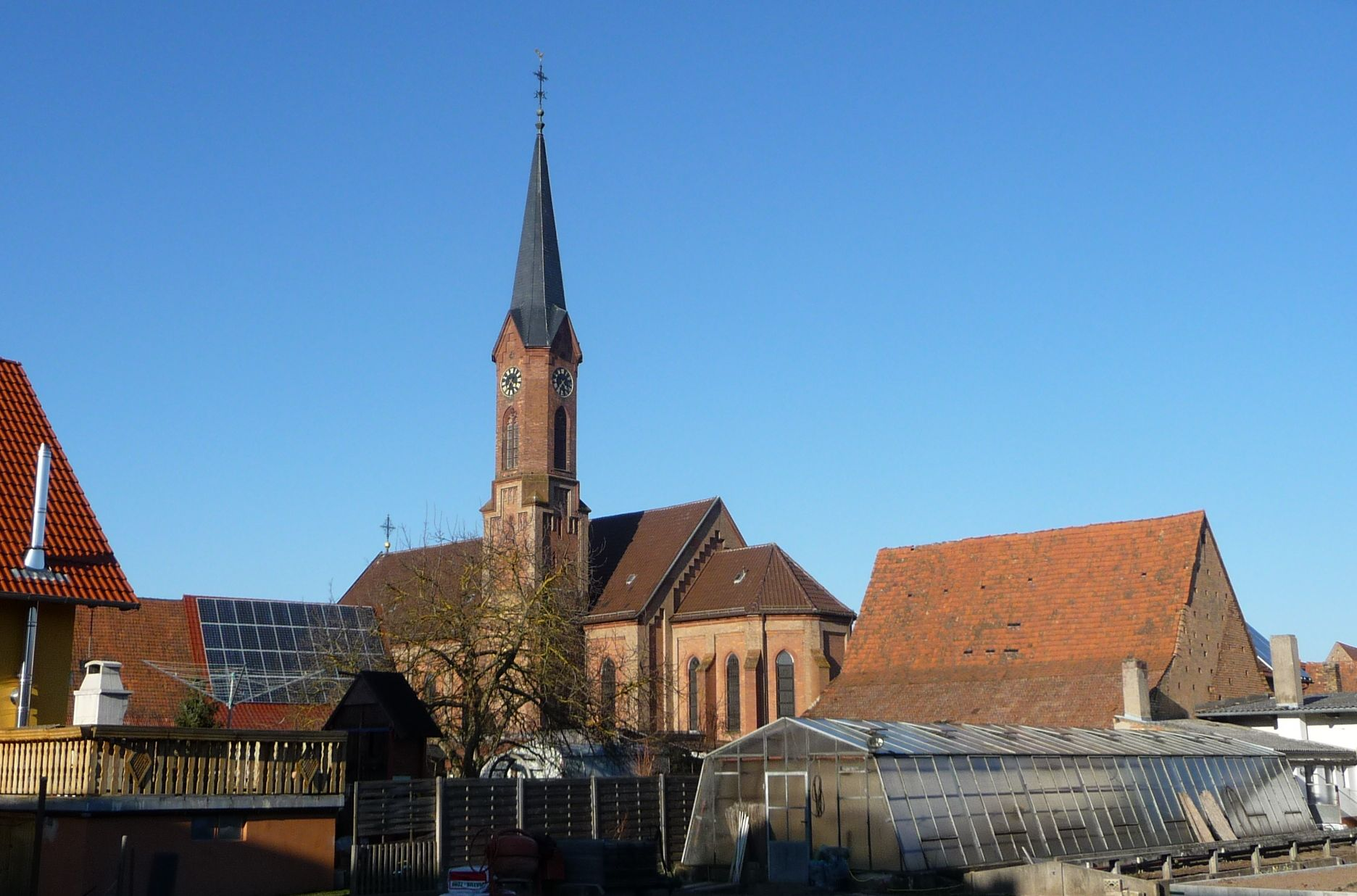
St. Johannes Baptist
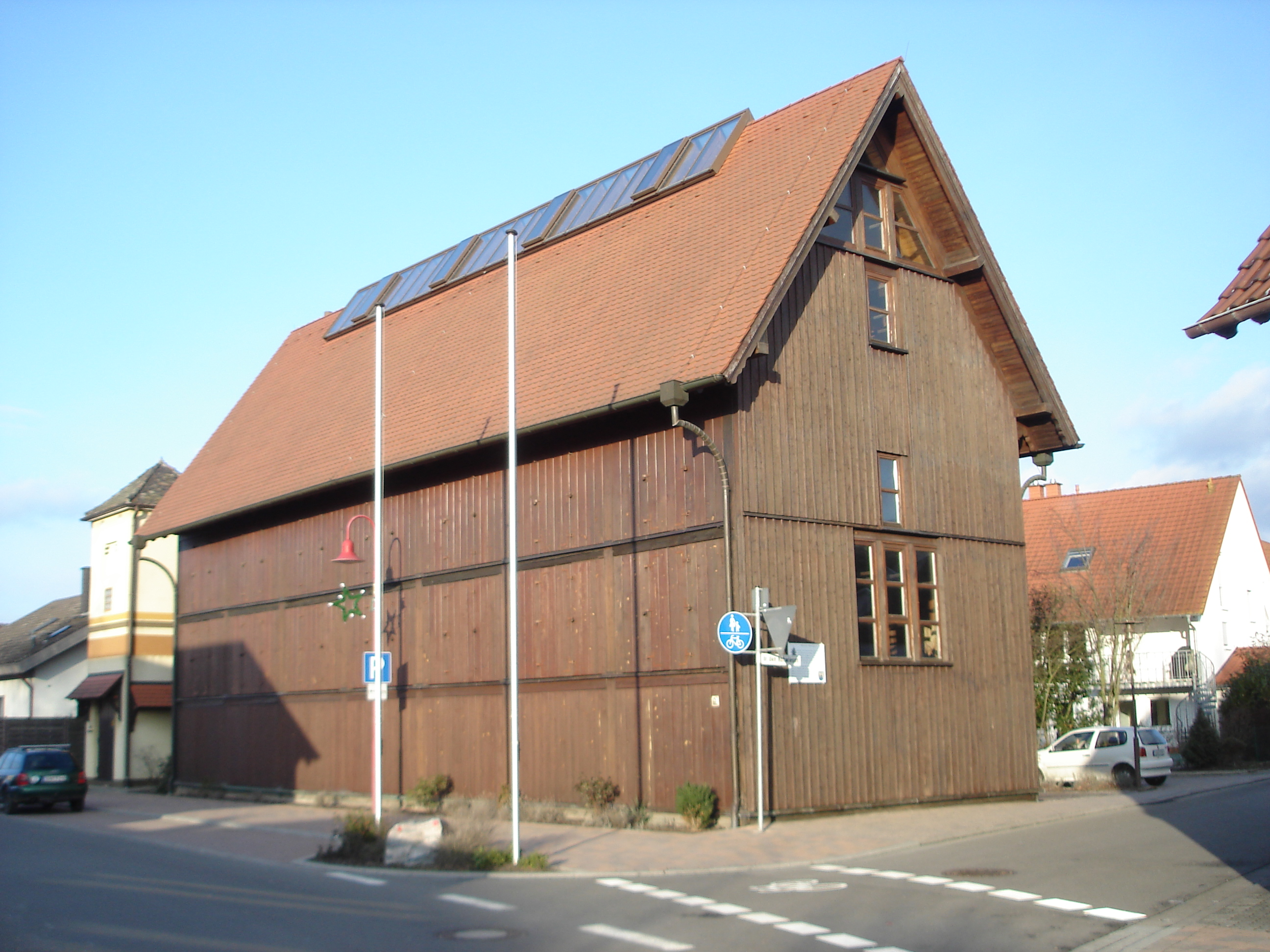
Ehemaliger Tabakschuppen
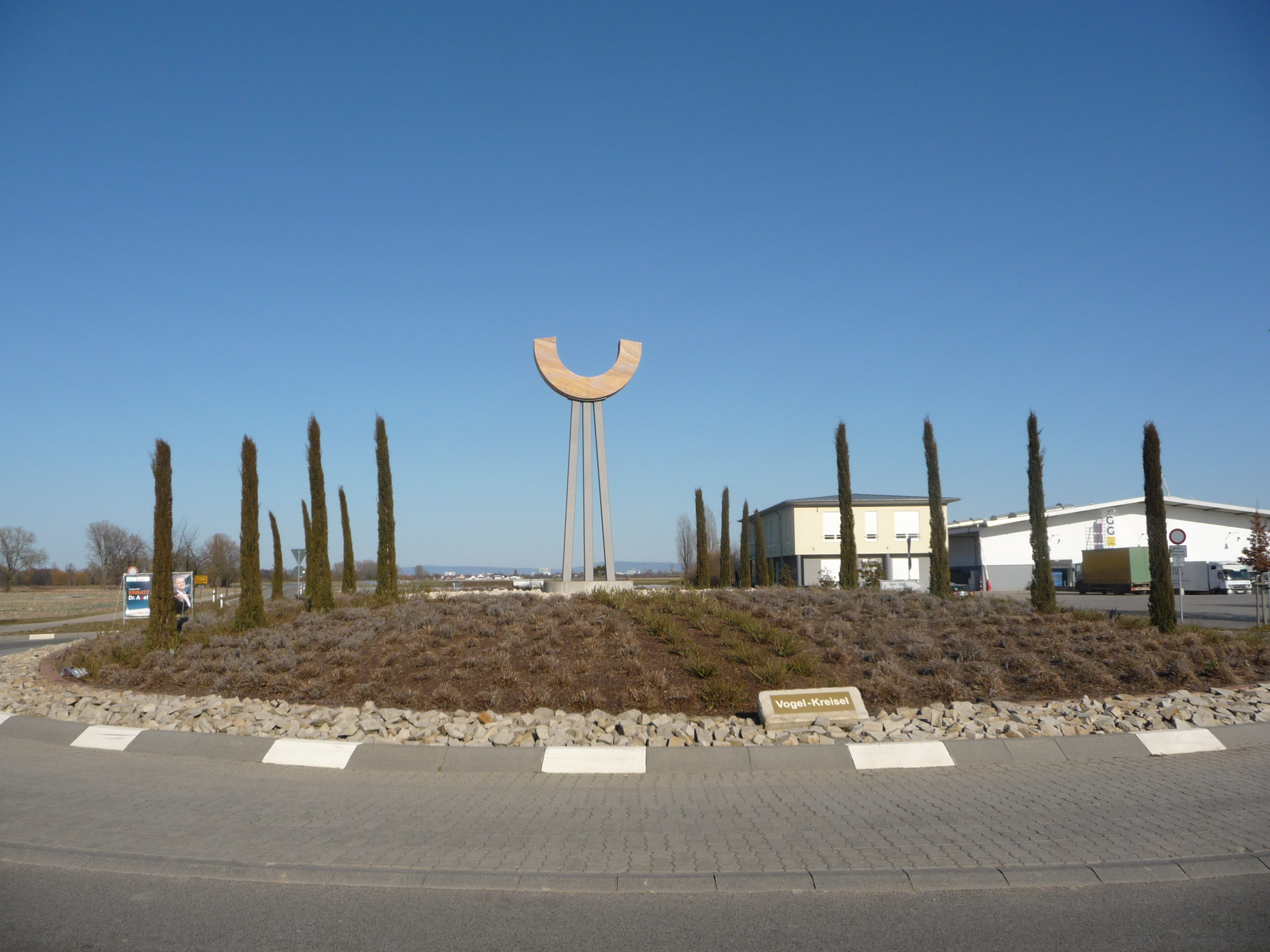
Verkehrskreisel am Ortseingang
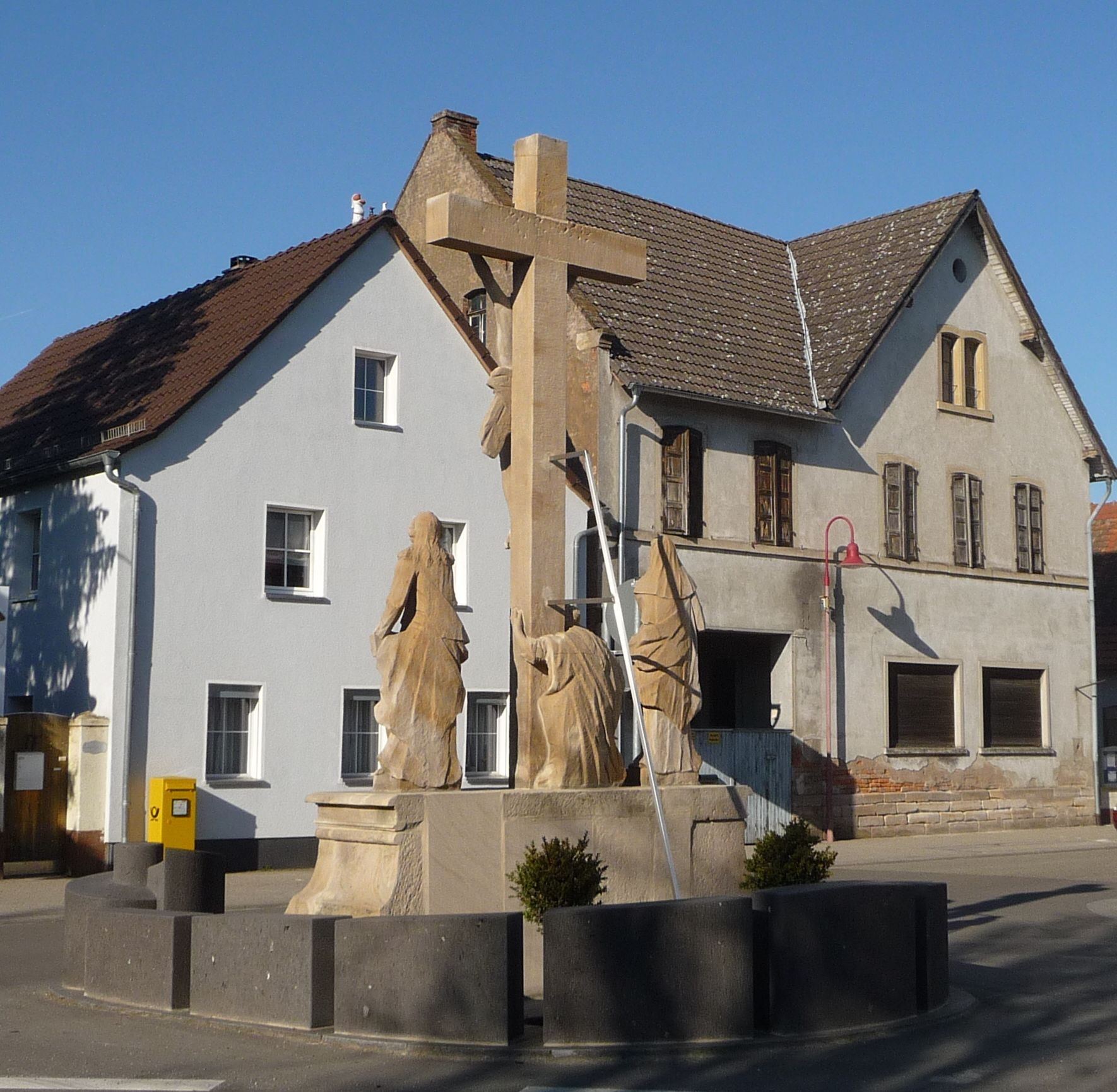
Kreuzigungsgruppe

### Kulturdenkmäler
Vor Ort befinden sich insgesamt 17 Objekte, die unter Denkmalschutz stehen, darunter ein Tabakschuppen aus Mitte des 19. Jahrhunderts und die katholische Kirche St. Johannes Baptist.

### Natur
Das Naturschutzgebiet Woogwiesen erstreckt sich teilweise über die Gemeindegemarkung.

### Regelmäßige Veranstaltungen
Am dritten Wochenende im September findet das sogenannte Tabakdorffest statt.

## Wirtschaft und Infrastruktur

### Wirtschaft
Vor Ort wurde früher Tabakanbau betrieben.

### Verkehr
Harthausen besaß ab 1905 einen Bahnhof an der 1956 stillgelegten Lokalbahn Speyer–Neustadt. Mittlerweile ist die Gemeinde über die Buslinie 507 (nach Speyer und Neustadt) sowie 591 (nach Speyer und Landau) an das Nahverkehrsnetz angebunden. Jede Linie fährt im Stundentakt. In Richtung Speyer hat man durch Überschneidung beider Linien einen Halbstundentakt. Durch den Ort verlaufen außerdem die Landesstraße 537. Die Kreisstraße 26 führt nach Hanhofen und Römerberg.

### Tourismus

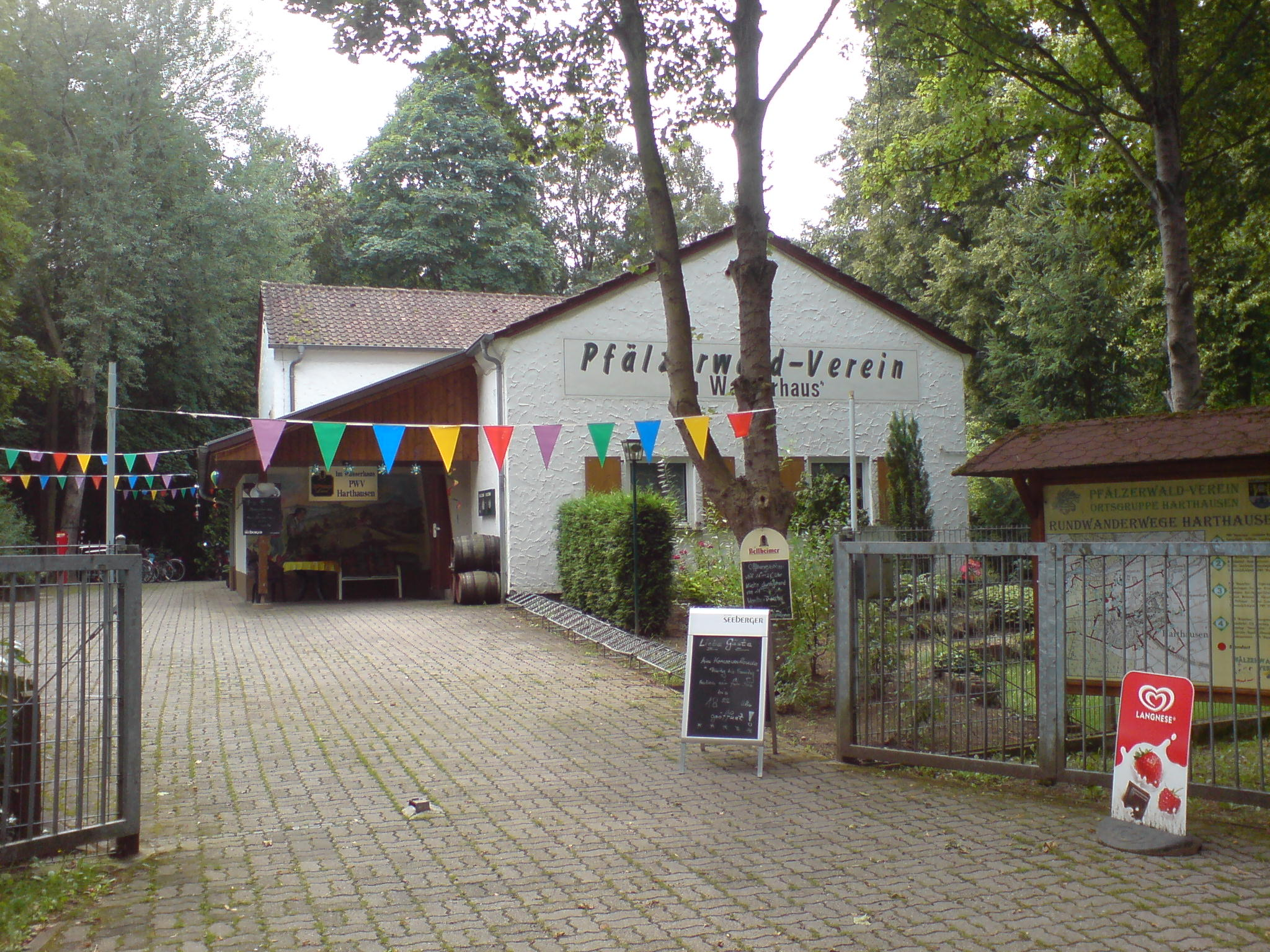
Die PWV Hütte Im Wasserhaus

Westlich des Siedlungsgebiets befindet sich die 1999 eingeweihte PWV-Hütte im Wasserhaus. Durch die Gemeinde verlaufen außerdem der Radweg Vom Rhein zum Wein und der mit einem roten Kreuz markierte Fernwanderweg Franken-Hessen-Kurpfalz.

### Institutionen
Die Gemeinde gehört zum Gerichtsbezirk des Amtsgerichts Speyer.

## Persönlichkeiten

### Ehrenbürger
- Jakob Endres
- Ludwig Remmel
- Alex Unterländer († 2021)
- Klaus Bachmeier[15]

### Söhne und Töchter des Ortes
- Lukas Jäger (1811–1874), Arzt, konservativ-katholischer Publizist, Bayerischer Landtagsabgeordneter
- Franz Hartard (1839–1922), Komponist
- Clemens Martin (1875–1945), römisch-katholischer Geistlicher, NS-Opfer
- Karl Hufnagel (1906–1995), Maler, Kunsterzieher

### Personen, die vor Ort gewirkt haben
- Johann Philipp Herrer, 1792/93 Mitglied des Rheinisch-Deutschen Nationalkonvents
- Otto Baumann (1879–1951), Offizier und Kommunalpolitiker, starb vor Ort